# 壳菜果属
壳菜果属（学名：Mytilaria）是金缕梅科下的一个属，为常绿乔木植物。该属仅有壳菜果（Mytilaria laosensis）一种，分布于越南和中国两广及云南。